# Canton de Riom
Le canton de Riom est une circonscription électorale française du département du Puy-de-Dôme créée par le décret du 21 février 2014 et entrée en vigueur lors des premières élections départementales suivant la publication du décret.

## Histoire
Un nouveau découpage territorial du Puy-de-Dôme entre en vigueur à l'occasion des élections départementales de 2015. Il est défini par le décret du 21 février 2014, en application des lois du 17 mai 2013 (loi organique 2013-402 et loi 2013-403). Les conseillers départementaux sont, à compter de ces élections, élus au scrutin majoritaire binominal mixte. Les électeurs de chaque canton élisent au Conseil départemental, nouvelle appellation du Conseil général, deux membres de sexe différent, qui se présentent en binôme de candidats. Les conseillers départementaux sont élus pour 6 ans au scrutin binominal majoritaire à deux tours, l'accès au second tour nécessitant 12,5 % des inscrits au 1er tour. En outre la totalité des conseillers départementaux est renouvelée. Ce nouveau mode de scrutin nécessite un redécoupage des cantons dont le nombre est divisé par deux avec arrondi à l'unité impaire supérieure si ce nombre n'est pas entier impair, assorti de conditions de seuils minimaux. Dans le Puy-de-Dôme, le nombre de cantons passe ainsi de 61 à 31.
Le nouveau canton de Riom est formé de communes de l'ancien canton de Riom-Est (5 communes plus la fraction de commune de Riom) et de la fraction de commune de Riom incluse dans le canton de Riom-Ouest, soit six communes au total. Il est entièrement inclus dans l'arrondissement de Riom. Le bureau centralisateur est situé à Riom.
À la suite de la création dans le Puy-de-Dôme, à partir de 2015, de plusieurs communes nouvelles, la liste des communes de plusieurs cantons est actualisée par un décret du 7 novembre 2019. Ce canton compte dès lors 5 communes.

## Représentation
| Période élective | Période élective | Mandat | Mandat   | Identité               | Nuance | Nuance | Qualité |
| ---------------- | ---------------- | ------ | -------- | ---------------------- | ------ | ------ | --- |
| 2015             | 2021             | 2015   | 2021     | Stéphanie Flori-Dutour |        | LR     | Cadre administratif, première adjointe au maire de Riom                                                                           |
| 2015             | 2021             | 2015   | 2021     | Jean-Philippe Perret   |        | DVD    | Chef d'entreprise, maire de Saint-Bonnet-près-Riom                                                                                |
| 2021             | 2028             | 2021   | en cours | Stéphanie Flori-Dutour |        | LR     | Conseillère sortante, 14e vice-présidente du conseil départemental chargée de l'insertion et du retour à l'emploi                 |
| 2021             | 2028             | 2021   | en cours | Jean-Philippe Perret   |        | DVD    | Conseiller sortant, 5e vice-président du conseil départemental chargé de la transition écologique et de l'innovation territoriale |

### Résultats détaillés

#### Élections de mars 2015
À l'issue du 1er tour des élections départementales de 2015, deux binômes sont en ballottage : Stéphanie Flori-Dutour et Jean-Philippe Perret (Union de la Droite, 35,93 %) et Dominique Bosse et Stéphane Friaud (Union de la Gauche, 32,76 %). Le taux de participation est de 53,65 % (7 997 votants sur 14 905 inscrits) contre 52,8 % au niveau départemental et 50,17 % au niveau national.
Au second tour, Stéphanie Flori-Dutour et Jean-Philippe Perret (Union de la Droite) sont élus avec 51,38 % des suffrages exprimés et un taux de participation de 53,99 % (3 806 voix pour 8 047 votants et 14 905 inscrits).

#### Élections de juin 2021
Le premier tour des élections départementales de 2021 est marqué par un très faible taux de participation (33,26 % au niveau national). Dans le canton de Riom, ce taux de participation est de 36,78 % (5 894 votants sur 16 023 inscrits) contre 36,11 % au niveau départemental. À l'issue de ce premier tour, deux binômes sont en ballottage : Stéphanie Flori-Dutour et Jean-Philippe Perret (DVD, 47,77 %) et Christian Grangeon et Audrey Laurent (Union à gauche, 39,07 %).
Le second tour des élections est marqué une nouvelle fois par une abstention massive équivalente au premier tour. Les taux de participation sont de 34,36 % au niveau national, 37,4 % dans le département et 38,15 % dans le canton de Riom. Stéphanie Flori-Dutour et Jean-Philippe Perret (DVD) sont élus avec 56,71 % des suffrages exprimés (3 284 voix pour 6 112 votants et 16 023 inscrits),,.

## Composition
Le nouveau canton de Riom comprenait six communes entières à sa création.
À la suite de la création de la commune nouvelle de Chambaron sur Morge au 1er janvier 2016, le canton comprend désormais cinq communes entières.
| Nom                          | Code Insee | Intercommunalité           | Superficie (km2) | Population (dernière pop. légale) | Densité (hab./km2) | Modifier                                    |
| ---------------------------- | ---------- | -------------------------- | ---------------- | --------------------------------- | ------------------ | ------------------------------------------- |
| Riom (bureau centralisateur) | 63300      | CA Riom Limagne et Volcans | 31,97            | 18 680 (2022)                     | 584                | modifier les données · modifier les données |
| Chambaron sur Morge          | 63244      | CA Riom Limagne et Volcans | 14,05            | 1 779 (2022)                      | 127                | modifier les données · modifier les données |
| Le Cheix-sur-Morge           | 63108      | CA Riom Limagne et Volcans | 4,63             | 689 (2022)                        | 149                | modifier les données · modifier les données |
| Pessat-Villeneuve            | 63278      | CA Riom Limagne et Volcans | 6,26             | 744 (2022)                        | 119                | modifier les données · modifier les données |
| Saint-Bonnet-près-Riom       | 63327      | CA Riom Limagne et Volcans | 7,03             | 2 078 (2022)                      | 296                | modifier les données · modifier les données |
| Canton de Riom               | 6325       |                            | 63,94            | 23 970 (2022)                     | 375                | modifier les données                        |

## Démographie
En 2022, le canton comptait 23 970 habitants, en évolution de −0,87 % par rapport à 2016 (Puy-de-Dôme : +2,1 %, France hors Mayotte : +2,11 %).
| 2013   | 2018   | 2022   |
| ------ | ------ | ------ |
| 23 516 | 24 209 | 23 970 |